# B.S. Johnson
Bryan Stanley Johnson (Londen, 5 februari 1933 - Islington, 13 november 1973) was een Engelse schrijver, dichter, literatuurcriticus en filmmaker.
Johnson werd geboren in een arbeidersgezin en begon op zestienjarige leeftijd te werken als boekhouder. In de avonduren studeerde hij Latijn en met deze kennis wist hij het universiteitsexamen voor King's College London te behalen.
Hij was een groot bewonderaar van de Ierse romanschrijver James Joyce. Op veertigjarige leeftijd pleegde Johnson zelfmoord vanwege zakelijke en familieproblemen.
De Engelse schrijver Jonathan Coe schreef in 2004 een biografie over Johnson onnder de titel Like a Fiery Elephant.